# サラ・エヴァンス

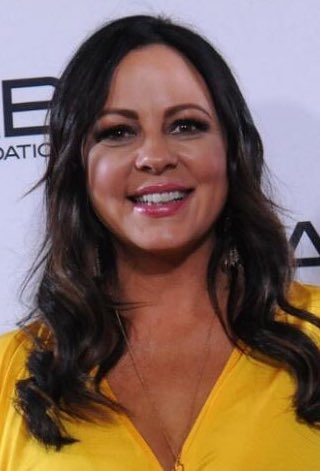
Sara Evans, 2018

サラ・リン・エヴァンス（Sara Lynn Evans, 1971年2月5日 - ）は、アメリカ合衆国のカントリー歌手、作曲家。デビュー時からRCAレコード・ナッシュビルと契約している。
デビュー・アルバム『Three Chords and the Truth 』はカントリー・チャートで40位以内に入ることはできなかった。続いて『No Place That Far 』(1998年)、『Born to Fly 』(2000年)、『Restless 』(2003年)、『Real Fine Place 』(2005年)を発表。『No Place That Far 』はアメリカレコード協会(RIAA)よりゴールドディスクに認定され、他の3枚のアルバムはプラチナディスクに認定された。これらのアルバムには『No Place That Far 』、『Born to Fly 』、『Suds in the Bucket 』、『A Real Fine Place to Start 』などのナンバー・ワン・ヒット曲や『I Could Not Ask for More 』(エドウィン・マケインの曲のカバー)、『I Keep Looking 』、『Perfect 』、『Cheatin' 』などトップ10入りした曲が含まれる。2007年、『You'll Always Be My Baby 』や『As If 』などトップ15に入った曲を収録した『Greatest Hits 』を発表。『Stronger 』(2011年)はレディ・アンテベラムのヒラリー・スコットとの共作の5枚目のナンバー・ワン・ヒットとなった『en:A Little Bit StrongerA Little Bit Stronger 』が含まれる。
ビルボード、アカデミー・オブ・カントリーミュージック、カントリーミュージック協会、Broadcast Music, Inc.、GMAダヴ・アワードなどから受賞している。

## テレビ出演
2004年4月、『Nashville Star 』にゲスト出演した。2008年6月、クイズ番組『Million Dollar Password 』に出演した。
2006年9月、ABCの『Dancing with the Stars 』第3シーズンにプロ・ダンサーの Tony Dovolani と組んで数々のセレブリティと競演した。新しいウェブサイトで舞台裏を公開した。エヴァンスはこの番組に出演した最初のカントリー歌手となった。しかし、離婚により番組を降板した。
2006年、ジェフ・フォックスワーシーの『Foxworthy's Big Night Out 』にゲスト出演した。
2008年7月6日放送の『HGTV Design Star 』に審査員として出演し、ゲイロード・オープリーランド・リゾート・アンド・コンベンション・センターの改装された2部屋のうち、どちらが彼女の好みに近いかを審査した。
2008年10月、チャリティ番組『Skating for Life 』に司会者として出演し、オリンピック出場スケート選手が彼女の曲に合わせて演技した。
2009年3月、ACMの新しい3つのカテゴリーである最優秀新人女性歌手賞、最優秀新人男性歌手賞、最優秀デュオまたはグループ賞をファンの投票によって決める『ACM GAC Top New Artist Special 』の司会をした。
2009年7月12日、ミズーリ州セントルイスで行なわれた2009年のMLBオールスターゲームで『ゴッド・ブレス・アメリカ』を歌った。
2011年6月、ラスカル・フラッツのツアー公演『フラッツ・フェスト』にジャスティン・ムーア、イーストン・コービンと共に出演した。2012年、NBAファイナル第2試合で国歌を歌った。
2012年9月17日月曜日に放送された、ジョージア州キングスランドで収録の『Lovetown, USA 』に出演した。

## プライベート
1993年9月25日、政治家志望の Craig Schelske と結婚したが、2007年9月に離婚した。2人の間にはエイヴリー・ジャック（1999年8月21日 - ）、オリヴィア・マーガレット（2003年1月22日 - ）、オードリー・エリザベス（2004年10月6日 - ）の3人の子がいる。
2008年6月14日、元アラバマ大学アメリカンフットボールのクォーターバックで全米勝者、現在ラジオ番組司会者のジェイ・バーカーと再婚した。子供達も参列し、テネシー州フランクリンで結婚式を挙げた。エヴァンスと3人の子供は現在、アラバマ州バーミングハム郊外のマウンテン・ブルックにバーカーと彼の子供と共に住んでいる。

### 離婚
2006年10月12日、個人的理由により『Dancing with the Stars 』を降板し、翌日に13年間連れ添った夫と離婚申請中であることが明らかにされた。夫はシンガーソングライターのリチャード・マークス、カントリー・スターのケニー・チェズニー、『Dancing with the Stars 』でパートナーの Tony Dovolani 、彼女のバンドのメンバー何人か、ロック・バンドの3ドアーズ・ダウンの5人中4人など、彼女の多くの浮気を訴えた。チェズニーの代理人はこの主張を「ばかげている」とし、ロック・バンドの3ドアーズ・ダウンの広報担当者であるカート・ウェブスターはこの告発は「滑稽」で「虚偽」であるとし、このメンバーは遺憾の意を示した。
2007年9月28日、離婚が決定し、エヴァンスが夫に10年かけて最低50万ドルを支払うこととなった。3人の子供について、夫に面会権、エヴァンスに養育権が与えられた。
この離婚の際にエヴァンスが、夫の多くの浮気相手の1人として元乳母のアリソン・クリントン・リーの名を出したことで、名誉毀損により慰謝料300万ドルの訴えを起こした。2009年7月、50万ドルを支払うことで解決した。
2010年2月25日、夫がメディアに対しエヴァンスの名誉を傷つけるような発言や離婚の原因について語ることを禁止した。

## ディスコグラフィ
スタジオ・アルバム
- 1997: Three Chords and the Truth
- 1998年: No Place That Far
- 2000年: Born to Fly
- 2003年: Restless
- 2005年: Real Fine Place
- 2011年: Stronger

コンピレーション・アルバム
- 2005年: Feels Like Home
- 2005年: Always There
- 2007年: Greatest Hits
- 2013年: Playlist: The Very Best of Sara Evans